# 2011년 덴마크 의회 선거

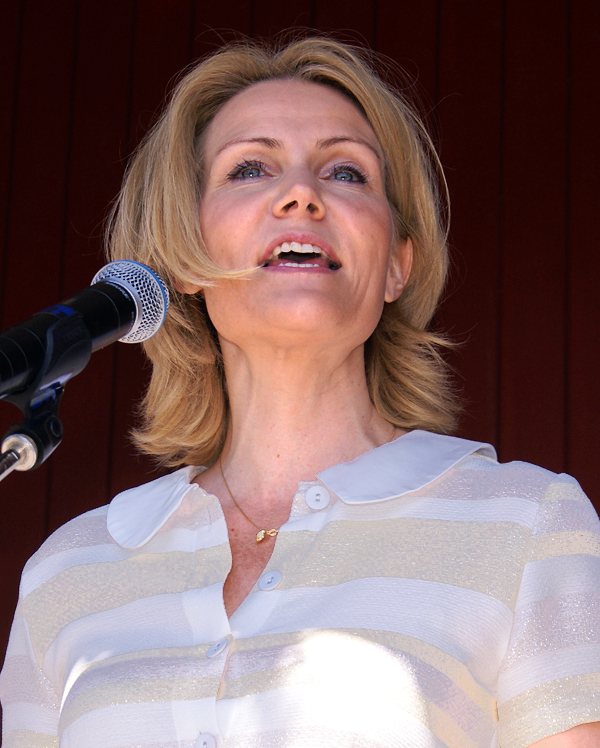
토르닝-슈미트 (2008)

덴마크 의회 선거가 2011년 9월 15일 실시됐다. 179명의 의원을 선출하는 이번 선거는 덴마크 본토에서 175명, 자치지역인 그린랜드와 페로제도에서 각 2명을 선출한다. 잠정 집계결과 사민당을 중심으로 한 야당 진영이, 자유당을 중심으로 한 보수 여당진영을 누르고 승리했다.
사민당이 이끄는 좌파진영의 승리로, 사민당이 10여 년 만에 재집권하게 되는 동시에, 덴마크 최초의 여성총리가 탄생하게 되었다.

## 선거 결과
총리 라스무센이 소속된 급진당(자유당)의 경우 득표율이 약간 증가했고, 제1당의 지위를 유지했지만, 연정 파트너들이 크게 패하면서 원내 다수파의 지위를 상실했다. 특히 보수당의 경우 절반 이상의 의석을 잃어, 우파연정의 패배의 원인이되었다. 우파연합(또는 청색연합:자유당, 보수인민당, 자유연합, 기민당, 덴마크 인민당)은 86석을 획득했다.
사민당의 경우 득표율이 약간 감소해서, 당 역사상 최악의 선거결과를 기록했다. 하지만 사민당의 연정 파트너들의 득표가 증가하면서 과반수 확보에 성공했다. 좌파진영에서 가장 성공적으로 선거를 치른 정당은 사회자유당과 적녹연맹이다. 사회당의 경우 2007년 선거에서 득표율이 대폭 감소했으나, 이번 선거에서 대부분 회복했다. 적녹연맹은 의석을 2007년 선거에 비해 3배로 늘리는 데 성공했다. 좌파연합(또는 적색연합:사민당, 사회자유당, 사회인민당, 적녹연맹)은 덴마크 의회 과반수에서 1석 모자라는 89석을 확보했다. 좌파연합은 페로 제도와 그린란드 출신 의원과 연합하면 과반수 확보가 가능하게 됐다.
페로 제도에서는 2007년 선거에서와 마찬가지로 좌우파 각 진영에서 1명씩의 의원을 배출했다. 이번 선거의 가장 큰 승자는 자유주의자-통합론자(분리독립반대론자)인 연합당으로 7 % 이상 득표를 늘렸다. 가장 큰 패자는 사회주의자-분리독립론자인 공화당이다. 6 % 의 득표를 상실에 덴마크 의회 의석 1석을 사회주의-통합론자인 사민당에 넘겨주게 됐다. 그 결과 페로 제도의 2개 의석 모두 통합론자에게 돌아갔다.
그린란드의 경우 2석 모두 좌파진영에 돌아갔다.
정당별 득표 및 의석은 다음과 같다.
| 정당                  | 정당                                         | 대표                | 득표      | %      | 의석  | +/ – |
| --------------------- | -------------------------------------------- | ------------------- | --------- | ------ | ----- | ---- |
| 덴마크                |                                              |                     |           |        |       |      |
|                       | 사민당 (Socialdemokraterne) (A)              | 토르닝-슈미트       | 881,534   | 24.9%  | 45    | –1   |
|                       | 사회자유당 (Det Radikale Venstre) (B)        | Margrethe Vestager  | 336,149   | 9.5%   | 17    | +8   |
|                       | 보수인민당 (Det Konservative Folkeparti) (C) | Bendt Bendtsen      | 174,563   | 4.9%   | 8     | -10  |
|                       | 사회인민당 (Socialistisk Folkeparti) (F)     | Villy Søvndal       | 326,118   | 9.2%   | 16    | -7   |
|                       | 자유연합 (Liberal Alliance) (I)              | Anders Samuelsen    | 176,473   | 5.0%   | 9     | +4   |
|                       | 기민당 (Kristendemokraterne) (K)             | Bodil Kornbek       | 28,157    | 0.8%   | 0     | 0    |
|                       | 덴마크 인민당 (Dansk Folkeparti) (O)         | Pia Kjærsgaard      | 436,335   | 12.3%  | 22    | -3   |
|                       | 자유당 (Venstre) (V)                         | 라스무센            | 948,291   | 26.7%  | 47    | +1   |
|                       | 적녹연맹 (Enhedslisten) (Ø)                  | 집단지도체제        | 236,982   | 6.7%   | 12    | +8   |
|                       | 무소속                                       |                     | 1,832     | 0.1%   | 0     | 0    |
|                       |                                              |                     |           |        |       |      |
|                       | 적색 연합 (A, B, F, Ø)                       | 토르닝-슈미트       | 1,780,783 | 50.2%  | 89    | +8   |
|                       | 청색 연합 (C, I, K, O, V)                    | 라스무센            | 1,763,819 | 49.7%  | 86    | −8   |
|                       |                                              |                     |           |        |       |      |
|                       | 무효표                                       | 무효표              | 32,687    |        |       |      |
|                       |                                              |                     |           |        |       |      |
| 소계                  | 소계                                         |                     | 3,546,434 | 100.0% | 175   | —    |
| 페로 제도             |                                              |                     |           |        |       |      |
|                       | 연합당 (Sambandsflokkurin) (B)               | Kaj Leo Johannesen  | 6,361     | 30.8%  | 1     | 0    |
|                       | 사민당 (Javnaðarflokkurin) (C)               | Jóannes Eidesgaard  | 4,328     | 21.0%  | 1     | +1   |
|                       | 공화당 (Tjóðveldi) (E)                       | Høgni Hoydal        | 3,998     | 19.4%  | 0     | -1   |
|                       | 인민당 (Fólkaflokkurin) (A)                  | Jørgen Niclasen     | 3,998     | 19.0 % | 0     | 0    |
|                       | 중앙당 (Miðflokkurin) (H)                    | Jenis av Rana       | 872       | 4.2 %  | 0     | 0    |
|                       | 자치당 (Sjálvstýrisflokkurin) (D)            | Kári á Rógvu        | 481       | 2.3 %  | 0     | 0    |
|                       | 무소속                                       |                     | 672       | 3.3 %  | 0     | 0    |
|                       |                                              |                     |           |        |       |      |
|                       | 무효표                                       | 무효표              | 301       |        |       |      |
|                       |                                              |                     |           |        |       |      |
| 소계                  | 소계                                         |                     | 20,644    | 100 %  | 2     |      |
| 그린란드              |                                              |                     |           |        |       |      |
|                       | 이누잇 공동체 (Inuit Ataqatigiit)            | Kuupik Kleist       | 9,780     | 42.7 % | 1     | 0    |
|                       | 전진 (Siumut)                                | Aleqa Hammond       | 8,499     | 37.1%  | 1     | 0    |
|                       | 민주당 (Demokraatit)                         | Jens B. Frederiksen | 2,882     | 12.6%  | 0     | 0    |
|                       | 소속감 (Atassut)                             | Finn Karlsen        | 1,728     | 7.5%   | 0     | 0    |
|                       | 무소속                                       |                     | 24        | 0.1 %  | 0     | 0    |
|                       |                                              |                     |           |        |       |      |
|                       | 무효표                                       | 무효표              | 612       |        |       |      |
|                       |                                              |                     |           |        |       |      |
| 소계                  | 소계                                         |                     | 22,913    | 100%   | 2     |      |
|                       |                                              |                     |           |        |       |      |
| 전체 (투표율: 87.7 %) | 전체 (투표율: 87.7 %)                        |                     | 3,589,991 | 100%   | 179석 |      |

블럭별 의석은 다음과 같다.
|  | 연합     | 정당                                                                                               | 총리후보      | 의석 |
|  | -------- | -------------------------------------------------------------------------------------------------- | ------------- | ---- |
|  | 적색연합 | 사민당, 사회자유당, 적녹연합, 사회인민당, 전진(그린란드), 이누잇공동체(그린란드), 사민당(페로제도) | 토르닝-슈미트 | 92   |
|  | 청색연합 | 자유당, 덴마크 인민당, 자유연합, 보수인민당, 연합당(페로제도)                                      | 라스무센      | 87   |

## 선거이전
이번 선거는 현직 총리인 라스무센이 총리 후보로 처음 치르는 의회 선거였다. 2007년 선거에서 아네르스 포그 라스무센가 총리에 당선되었으나, 2009년 나토 사무총장으로 자리를 바꾸면서 현 총리가 계승했다. 라스무센 총리는 자유당과 보수 인민당 연정에 덴마크 인민당의 지지를 받는 소수연정을 이어가려고 했다. 여기에 신자유주의 성향의 자유연합도 연정에 끌어들여 청색연합을 구성했다.
야당 진영에서는 사민당의 헬레 토르닝-슈미트를 중심으로 사회인민당과 자유인민당, 적녹연합이 결합하는 적색연합을 구성에 10년만의 정권교체를 시도했다.

## 선거제도
덴마크 총선거는 4년마다 실시된다. 선거권은 만 18세 이상 덴마크에 주 거주지가 있은 덴마크인에게 주어진다. 피선거권은 선거권과 동일하다.
덴마크 의회 의원 정수는 179명이다. 이 중 175명은 비례대표제를 통해 덴마크 본토에서 선출한다. 나머지 4명은 그린란드와 페로제도에서 각 2명씩 선출한다.
본토 선거의 경우 135명은 10개의 지역에서 인구와 유권자수, 면적 등을 고려한 수 만큼 지역구 의원을 선출한다. 나머지 40석은 지역구 당선자와 정당별 득표의 불비례성을 보정하는 의석으로 사용된다. 유권자는 정당이나 후보에 투표할 수 있고, 정당은 175석 중에서 득표수(정당표+후보표)의 비례에 따라 의석을 배정받게 된다. 여기에 지역구 당선자수 뺀 수 만큼의 보정의석을 정당에 할당한다.
지역구내의 정당별 당선자수는 정당별 득표수에 따라 배정한다.(동트방식 사용). 정당에 할당된 보정의석은 정당의 지역구별 득표수의 비례에 따라 지역구에 추가 배정된다. 지역구내 당선자의 결정순서는 정당의 후보등록방식에 따라 다르다. 우선 후보자에 대한 선호투표수가 할당수를 넘으면 당선자가 되고, 나머지 당선순서는 후보의 선호투표 득표순에 의해 결정되기도 하고, 정당명부순으로 결정되기도 한다.